# Ann Vansteenkiste
Ann Vansteenkiste (14 juni 1971) is een Belgische politica voor CD&V plus. Ze was in 2012-2019 burgemeester van Houthulst.

## Biografie
Ann Vansteenkiste is afkomstig uit Zarren.
Ze werkt als consulente bij de CM en werd in Houthulst OCMW-raadslid. Na de gemeenteraadsverkiezingen van 2006 werd ze er eerste schepen.
In 2012 nam burgemeester Joris Hindryckx onverwachts ontslag om algemeen directeur van Vives te worden. Die job was niet combineerbaar met het burgemeesterschap en zo volgde Vansteenkiste hem op als burgemeester voor de laatste acht maanden van de bestuursperiode. Ook na de verkiezingen van oktober 2012 bleef ze als burgemeester, in een coalitie CD&V-sp.a. Vanaf 2019 is ze OCMW-voorzitter in dezelfde gemeente.